# Сестра Ретчед
«Сестра Ретчед» (англ. Ratched) — американський драматичний телесеріал на основі роману «Пролітаючи над гніздом зозулі» Кена Кізі, що розроблений Еваном Романскі для платформи Netflix. У головній ролі — Сара Полсон. Серіал відразу був продовжений на 2-ий сезон.. Прем'єра першого сезону відбулася 18 вересня 2020 року. У лютому 2024 стало відомо, що компанія Netflix вирішила не знімати другий сезон. 

## Сюжет
«Ретчед» розповідає історію медсестри Ретчед, яка розпочинається 1947 року й розповідає «про її еволюцію зі звичайної медсестри в повноцінного монстра». За словами Раяна Мерфі, глядачі повинні побачити, «як саме вона стала соціопаткою».

## Акторський склад

### Основний склад
- Сара Полсон — медсестра Мілдред Ретчед
- Джон Джон Бріонс — доктор Річард Гановер
- Фін Віттрок — Едмунд Толлесон
- Чарлі Карвер — Гак Фінніган
- Джуді Девіс — Бетсі Баккет
- Синтія Ніксон — Гвендолін Бріггс
- Аманда Пламмер — Луїза
- Шерон Стоун — Ленора Осгуд

### Другорядний склад
- Гаррієт Сенсом Харріс — Інгрід
- Хантер Перріш — Ендрюс
- Корі Столл — Чарльз Вейнрайт
- Вінсент Д'Онофріо — губернатор Джордж Мілберн
- Розанна Аркетт — Анна
- Еліс Енглерт — Доллі
- Енні Старк — Лілі Картрайт
- Бен Кроулі — Реджі Гемпсон
- Брендон Флінн — Генрі Осгуд

## Сезони
| Сезон | Сезон | Епізоди | Оригінальна дата показу | Оригінальна дата показу |
| Сезон | Сезон | Епізоди | Прем'єра сезону         | Фінал сезону            |
| ----- | ----- | ------- | ----------------------- | ----------------------- |
|       | 1     | 8       | 18 вересня 2020         | 18 вересня 2020         |

## Виробництво

### Розробка
6 вересня 2017 року було оголошено, що Netflix замовив виробництво двох сезонів серіалу «Ретчед», кожен з яких складатиметься з дев'яти епізодів. За повідомленнями преси, Hulu і Apple також були зацікавлені в розробці серіалу, але програли компанії Netflix. Творцем та розробником серіалу став Еван Романскі (Evan Romansky), який також написав сценарій пілотної серії. Телепродюсер Раян Мерфі вивчив запропонований сценарій і залагодив питання з правами на телеекранізацію персонажа медсестри Ретчед, які належать компанії The Saul Zaentz і Майклу Дугласу. Мерфі мав стати режисером пілотного епізоду, а також виконавчим продюсером серіалу разом з Дугласом, Алін Кешишіан, Маргарет Райлі та Джейкобом Епштейном.

## Нагороди й номінації
| Рік  | Премія                                  | Категорія | Отримувач(і) | Рузультат | Ref.   |
| ---- | --------------------------------------- | --- | --- | --------- | ------ |
| 2021 | Critics' Choice Super Awards            | Найкращий злодій у серіалі                                                                                              | Сара Полсон | Номінація | [ 8 ]  |
| 2021 | Critics' Choice Super Awards            | Найкращий злодій у серіалі                                                                                              | Фінн Віттрок | Номінація | [ 8 ]  |
| 2021 | GLAAD Media Awards                      | Найкращий драматичний телесеріал                                                                                        | Сестра Ретчед | Номінація | [ 9 ]  |
| 2021 | Золотий глобус                          | Найкращий драматичний серіал                                                                                            | Сестра Ретчед | Номінація | [ 10 ] |
| 2021 | Золотий глобус                          | Найкраща жіноча роль у драматичному серіалі                                                                             | Сара Полсон | Номінація | [ 10 ] |
| 2021 | Золотий глобус                          | Найкраща жіноча роль другого плану в серіалі, мінісеріалі, або телефільмі                                               | Синтія Ніксон | Номінація | [ 10 ] |
| 2021 | Hollywood Critics Association TV Awards | Найкраща акторка в стрімінговому серіалі, драма                                                                         | Сара Полсон | Номінація | [ 11 ] |
| 2021 | Премія Гільдії візажистів і перукарів   | Найкращий телесеріал або лімітований, або мінісеріал, або новий медіасеріал – найкращі зачіски для епохи, або персонажа | Кріс Кларк, Наталі Дрісколл, Мішель Келія та Дон Вікторія Дадлі                                                      | Номінація | [ 12 ] |
| 2021 | Прайм-тайм премія «Еммі»                | Найкраща запрошена акторка в драматичному телесеріалі                                                                   | Софі Оконедо (за епізод "The Dance")                                                                                 | Номінація | [ 13 ] |
| 2021 | Прайм-тайм премія «Еммі»                | Найкращі костюми історичного періоду                                                                                    | Лу Еріх, Ребекка Ґуззі, Еллісон Еґлер і Бетсі Ґлік (за епізод "Pilot")                                               | Номінація | [ 13 ] |
| 2021 | Прайм-тайм премія «Еммі»                | Найкращі зачіски історичного періоду                                                                                    | Кріс Кларк, Наталі Дрісколл, Мішель Келія, Дон Вікторія Дадлі, Джордж Ґузман і Гелена Кепеда (за епізод "The Dance") | Номінація | [ 13 ] |
| 2021 | Прайм-тайм премія «Еммі»                | Найкращий макіяж історичного періоду або персонажа (без протезів)                                                       | Ерін Крюгер Мекаш, Кім Айерс, Майк Мекаш і Сілвіна Найт (за епізод "Pilot")                                          | Номінація | [ 13 ] |